# DJ Ashba
DJ ashba（1972年11月10日出生於美國印第安納州），原名达伦·杰伊·阿什巴（Darren Jay Ashba），是美國的硬式摇滚樂團槍與玫瑰的前任主奏吉他手，於2007年與克魯小丑貝斯手Nikki Sixx和James Andrew Michael3人組成硬式搖滾樂團Sixx:A.M.。

## 個人作品
- The Ballad Of Death
- Mi Amor

### 專輯
- 1996 - Addiction to the Friction

### 慣用吉他品牌
- Gibson - Les Paul 系列
- Ovation
- Schecter

### 刺青圖騰
- 右手虎口刺有 中文字樣 "奇" 左手虎口刺有中文字樣 "形"
- 背後刺有 亮藍色 "骷髏肋骨" 圖樣
- 右手大臂 "老虎" "燃燒的旗幟" 圖樣
- 右手小臂 "南瓜燈" "燃燒火焰" 圖樣
- 左手大臂 "彩色太陽" "燃燒火焰" 圖樣
- 左手小臂 "彩色高樓大廈" 圖樣
- 右邊脖子　"星星"　"ASHBA" "愛心" "蜘蛛"　圖樣
- 左邊脖子　"骷髏頭"　"英文字樣"　"玫瑰"
- 胸口　"烏鴉"　圖樣
- 腹部 "HAVOC"　字樣
- 雙手手指 "Demented" 字樣
- 雙手內側 "Trailer Trash"

### 設計作品
- Ovation 吉他系列

　"Bone Daddy"."Bone Yard"."CHRONE BONE"."ASHBA LAND"